# Udvarhely vármegye
Udvarhely vármegye (románul: Comitatul Odorheiu) közigazgatási egység volt Magyarország erdélyi részében 1876 és 1918, majd 1940 és 1944 között. Jelenleg Románia része.

## Földrajza
A vármegye területe nagyrészt hegység volt, amely délnyugat-északkelet irányba ereszkedett alá. Területén feküdt a Hargita hegység. A legfontosabb folyója a Nagy-Küküllő.
Északról és keletről Csík vármegye, délről Háromszék és Nagy-Küküllő vármegyék, nyugatról pedig Maros-Torda és Kis-Küküllő vármegyék határolták.

## Történelme
A vármegye 1876-ban alakult Udvarhelyszékből (korábban: Telegdiszék, benne Bardóc és Keresztúr fiúszékek). 1919-től gyakorlatilag, majd 1920-tól hivatalosan is Románia része, annak ellenére, hogy a lakosság 99%-a magyar nemzetiségű volt. A második bécsi döntés értelmében a terület nagyobbik része  1940–1944 között újra Magyarországhoz tartozott, ám ez később érvénytelenné vált, visszakerült Romániához. 1960-ban területét a romániai Hargita, Kovászna, Maros és Brassó megyék között osztották fel.

## Lakosság
A vármegye összlakossága 1891-ben 110 132 személy volt, ebből:
- 103 209 (93,71%) magyar
- 3191 (2,90%) román
- 2131 (1,93%) német

A vármegye összlakossága 1910-ben 124 200 személy volt, ebből:
- 122 500 (98,63%) magyar
- 1700 (1,37%) román

## Közigazgatás
A vármegye az 1910-es években négy járásra volt felosztva:
- Homoródi járás, székhelye Oklánd
- Parajdi járás, székhelye Parajd
- Székelykeresztúri járás, székhelye Székelykeresztúr
- Udvarhelyi járás, székhelye Székelyudvarhely